# Sabina Naber

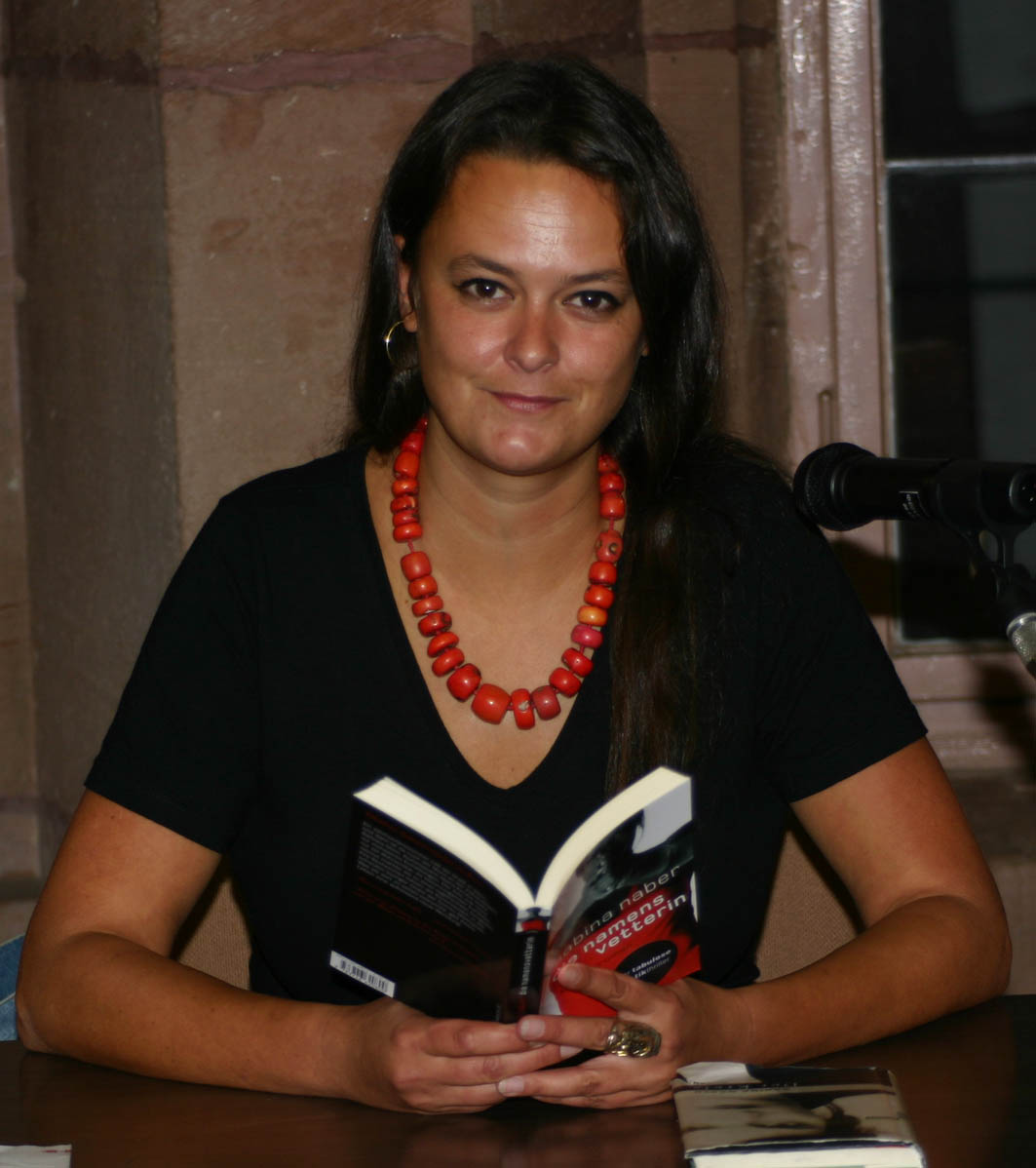
Sabina Naber (2004)

Sabina Naber (* 17. Dezember 1965 in Tulln) ist eine österreichische Schauspielerin, Regisseurin und Autorin.

## Leben
Sabina Naber wurde in Tulln geboren, ist in Traismauer aufgewachsen und besuchte das Bundesrealgymnasium Rechte Kremszeile in Krems an der Donau. Nach dem Abschluss ihres Studiums in Wien 1991 mit dem Magister in den Fächern Theaterwissenschaft, Germanistik, Geschichte und Philosophie sammelte Naber journalistische Erfahrungen unter anderen beim Österreichischen Rundfunk und den Niederösterreichischen Nachrichten.
Zwischen 1988 und 1997 unternahm sie gemeinsam mit ihrem damaligen Lebensgefährten, dem Musiker und Komponisten Frizz Fischer, zahlreiche Extremreisen per Faltboot, Fahrrad und zu Fuß, was sie nachhaltig prägte. Sie lebt in Wien und ist verheiratet.
Seit 1987 absolvierte sie eine Theaterausbildung mit Kursen, war zuerst als Schauspielerin tätig, dann als Regisseurin. Zu dieser Zeit veröffentlichte sie auch Liedtexte und Musicals.
1996 begann sie mit der Ausbildung als Drehbuchautorin. Es folgten Aufträge von ORF, Terra-Film, Wega-Film, Prisma-Film und Dor-Film sowie zahlreiche Industriefilme. Ihr erster Roman Die Namensvetterin (Start der ersten Krimiserie rund um die Ermittlerin Maria Kouba) erschien 2002, ihre erste Kurzgeschichte Der Finger 2003.
Seit 2010 unterrichtet Naber in den Bereichen Vortrag und Schreiben. Der außergewöhnlichste Auftrag war auf Einladung des Österreichischen Kulturforums der Vortragsunterricht für Deutsch-Lehrerinnen und -Lehrer in Teheran/Iran (gemeinsam mit ihrem zeitweiligen Unterrichtspartner Raoul Biltgen) im Jahr 2012.
Seit 2016 ist Naber auch als Fotokünstlerin tätig.

## Werke

### Romane
- Die Namensvetterin. Rotbuch, Hamburg 2002, ISBN 3-434-53104-1
- Der Kreis. Rotbuch, Hamburg 2003, ISBN 3-434-53124-6
- Die Debütantin. Rotbuch, Hamburg 2005, ISBN 3-434-53135-1
- Der letzte Engel springt.  Echomedia, Wien 2007, ISBN 978-3-901761-68-3
- Die Lebenstrinker. Rotbuch, Berlin 2009, ISBN 978-3-86789-065-6
- Die Spielmacher. Rotbuch, Berlin 2011, ISBN 978-3-86789-132-5
- Marathonduell. Gmeiner-Verlag, Meßkirch 2013, ISBN 978-3-8392-1379-7
- Caddielove. Gmeiner, Meßkirch 2014, ISBN 978-3-8392-1532-6
- Renata geht tanzen. Anais, Berlin 2014, ISBN 978-3-86265-430-7
- Schwalbentod. Gmeiner, Meßkirch 2015, ISBN 978-3-8392-1679-8
- Flamencopassion. Gmeiner, Meßkirch 2016, ISBN 978-3-8392-1855-6
- Eine Melange für den Schah. Emons, Köln 2019, ISBN 978-3-7408-0522-7
- Leopoldstadt, Kriminalroman, Emons, Köln 2021, ISBN 978-3-7408-1136-5

### Kurzgeschichten
- 2003 Der Finger. In: Kuppler, Lisa (Hrsg.): Obsession bizarre in der Serie Erotik mit Schuss. Europa Verlag, Hamburg/Wien, ISBN 3-203-79201-X
- 2004 Tote Gesichter. In: Kneifl, Edith (Hrsg.): Tatort Wien. Milena, Wien, ISBN 3-85286-124-1
- 2004 Von Pfauen und Federn. In: Kuppler, Lisa (Hrsg.): Bisse und Küsse 3: Sexgeschichten. Querverlag, Berlin, ISBN 978-3-89656-110-7
- 2005 Die Putzfrau vom Tegernsee. In: Eßer, Angela (Hrsg.): Tatort Bayern: Kriminalstorys. Grafit, Dortmund, ISBN 3-89425-299-5
- 2006 Peter in St. Paul. In: Kneifl, Edith (Hrsg.): Mörderisch unterwegs. Milena, Wien, ISBN 3-85286-145-4.
- 2008 Gretes Sieg. Für: Jokers, hrsg. V. Wolfgang Kemmer.
- 2008 Das Johannes-Duell. In: Naber, Sabina (Hrsg.): Tödliche Elf. Echomedia, Wien, ISBN 978-3-901761-91-1
- 2008 Liebeswahn. In: Eßer, Angela (Hrsg.): Schöne Leich‘ in Wien. Grafit, ISBN 978-3-89425-348-6
- 2008 Ein Scheitern in fünf Szenen. In: Lüpkes, Sandra (Hrsg.): Wer tötete Fischers Fritz? KBV, ISBN 978-3-940077-28-8
- 2008 Rollentausch. In: Schmitz, Ingrid (Hrsg.): Liebe, Lust & Lösegeld. LangenMueller, ISBN 978-3-7844-3156-7
- 2008 Kölner Finale. In: Izquierdo/Eßer (Hrsg.): Köln blutrot. Kölnisch-Preußische Verlagsanstalt, ISBN 978-3-940610-06-5
- 2008 Blutrache. In: Karr/Knorr (Hrsg.): Mord am Hellweg IV. Grafit, ISBN 978-3-89425-352-3
- 2009 Fuschler Reigen. In: Maxian/Eßer (Hrsg.): Tod im Salzkammergut. KBV, ISBN 978-3-940077-56-1
- 2009 Ein paar Millisekunden. In: Ruske, Lothar (Hrsg.): Tatorte Odenwald. Societäts-Verlag, ISBN 978-3-7973-1162-7
- 2009 Spekulatius. In: Klönne, Gisa (Hrsg.): Fürchtet euch nicht! Ullstein, ISBN 978-3-548-28107-0
- 2010 Shoemaniac. In: Ott, Paul (Hrsg.): Sterbenslust. Gmeiner, ISBN 978-3-8392-1057-4
- 2010 Frau Trude und die mörderische 77. Gemeinsam mit anderen Autoren. Beilage zur Tageszeitung Kurier.
- 2010 Die Chance. In: Naber, Sabina (Hrsg.): Gemischter Satz. Echomedia, ISBN 978-3-902672-26-1
- 2010 Die Gefühlsirren. In: Rupprecht, Uta (Hrsg.): Schneegeflüster. Diana, ISBN 978-3-453-35563-7
- 2011 Anleitung zum perfekt Morden. In: Kneifl, Edith (Hrsg.): Tatort Kaffeehaus. Falter Buchverlag, ISBN 978-3-85439-456-3
- 2011 Einer hat immer den Schwarzen Peter. In: Thömmes, Günther (Hrsg.): Malz und Totschlag. Gmeiner, ISBN 978-3-8392-1187-8
- 2011 Affäre beendet. In: Kienast, Moritz (Hrsg.): I hate Berlin. Bastei-Lübbe, ISBN 978-3-431-03847-7
- 2012 Von Rasenbetretern und Gummizwergen. In: Kastura, Thomas (Hrsg.): Tatort Garten. Ars vivendi, ISBN 978-3-86913-110-8
- 2012 Blind Date. In: Hassel/Schmid-Spreer (Hrsg.): Nürnberg auf die kriminelle Tour. Wellhöfer, ISBN 978-3-95428-104-6
- 2013 Die Verführung. In: Ott/Altermatt (Hrsg.): Berner Blut. Gmeiner, ISBN 978-3-8392-1381-0
- 2013 Therapie am Linienwall. In: Kneifl, Edith (Hrsg.): Tatort Würstelstand. Falter Buchverlag, ISBN 978-3-85439-491-4
- 2014 Omers Abschied. In: Arbeit & Wirtschaft (Zeitschrift); Themenschwerpunkt Europa.
- 2014 Wolkige Plauderei. In: Online ins Jenseits. Grafit, ISBN 978-3-89425-432-2
- 2014 Genug gewartet. In: Kneifl, Edith (Hrsg.): Tatort Heuriger. Falter Buchverlag, ISBN 978-3-85439-507-2
- 2014 Eigentlich. In: Loibelsberger, Gerhard (Hrsg.): Wiener Seele. Gmeiner, ISBN 978-3-8392-1606-4
- 2015 Familienangelegenheit. In: Küsters, Arnold (Hrsg.): Auf der Alm, da gibt’s an Mord. KBV, ISBN 978-3-95441-234-1
- 2015/2016: Rätselkrimis für die „Neue Freie Presse“ (Tageszeitung)
- 2016 Das Attentat. In: Kneifl, Edith (Hrsg.): Tatort Hofburg. Falter Buchverlag, ISBN 978-3-85439-569-0
- 2018 Die Lehrmeisterin oder wie ich Europäerin geworden bin. In: Kühn, Wolfgang (Hrsg.): Meine Donau. Literaturedition Niederösterreich.
- 2019 Der Traum eines Fans. In: Gerdes, Peter (Hrsg.) Mord im Dreiländereck. Emons Verlag, ISBN 978-3-7408-0537-1.
- 2019 Vom Wandern und Erzählen. In: Nolz, Walter (Hrsg.): Wir schreiben in Traismauer. L&L Verlag, ISBN 978-3902928-07-8

### Herausgeberin
- Tödliche Elf. Krimianthologie. Echomedia, Wien 2008, ISBN 978-3-901761-91-1
- Gemischter Satz. Krimianthologie. Echomedia, Wien 2010, ISBN 978-3-902672-26-1

### Liedtexte
- 1988/89 verschiedene Texte für die Rockgruppe „Exhibition“
- 1989–1995 verschiedene Texte für Musicals
- 1995 Anatol – Liedtext; komponiert, arrangiert und gesungen von Frizz Fischer für die Produktion „Anatol“ (Arthur Schnitzler) im Stadttheater Bruck/Leitha.
- 1996 Jamais plus sans toi – Liedtext; komponiert von Frizz Fischer und Reinwald Kranner, gesungen von Reinwald Kranner, arrangiert von Frizz Fischer (privat).

### Musicals/Stücke (als Autorin)
- Up & Down – Textbuch gemeinsam mit Herbert Ortner und Frizz Fischer; Musik: Frizz Fischer; UA: Dezember 1989 CA-Zelt Wien.
- Zmeki goes to Hollywood – Textbuch gemeinsam mit Marion Pelzl und Christian Zmek; Musik: Frizz Fischer; UA: 1994 TheaterCenterForum Wien.
- Remember the Time – Textbuch gemeinsam mit Marion Pelzl und Christian Zmek; Musik: Frizz Fischer; UA: 1995 TheaterCenterForum Wien.
- Gestatten, Strauß –  PR-Show 1998 für die Österreichwerbung.

## Regiearbeiten
- 1989 Fame (Gore). Musical.
- 1989 Up & Down (Naber, Fischer). Musical.
- 1992 Vorstadt-Miniaturen (Herbert Rosendorfer). Sprechtheater.
- 1993 Tie Break (Naber). Kurzfilm.
- 1994 Zmeki goes to Hollywood (Naber, Pelzl, Zmek). Musical.
- 1995 Remember the Time (Naber, Pelzl, Zmek). Musical.
- 1995 Anatol (Arthur Schnitzler). Sprechtheater.
- 1995 Herrschafts- und Heilige Zeiten (Pelzl). Kabarett.
- 1996 Tartuffe (Molière). Sprechtheater.
- 1997 Roll over the Time (Kitty Kino). Performance. (Co-Regie/Choreographie)
- 1998 Karl-Valentin-Abend. Kabarett.
- 1999 That’s Entertainment. Travestie-Revue. (auch Choreographie)
- 2001 I do I do (Jones/Schmidt). Musical.
- 2002 Frau(en)SuchtMan(n). Kabarett.

## Auszeichnungen
- 2007 Friedrich-Glauser-Preis – Kategorie Beste Krimi-Kurzgeschichte für Peter in St. Paul
- 2013 Nominierung von Marathonduell für den Leo Perutz-Preis

## Mitgliedschaften
- Österreichische Krimiautoren
- Das Syndikat
- Mörderische Schwestern
- AIEP